# Желево
Желево (пол. Żelewo, нім. Seelow) — село в Польщі, у гміні Старе Чарново Грифінського повіту Західнопоморського воєводства.
Населення — 236 осіб (2011).
У 1975-1998 роках село належало до Щецинського воєводства.

## Демографія
Демографічна структура станом на 31 березня 2011 року:
|          | Загалом | Допрацездатний вік | Працездатний вік | Постпрацездатний вік |
| -------- | ------- | ------------------ | ---------------- | -------------------- |
| Чоловіки | 114     | 24                 | 80               | 10                   |
| Жінки    | 122     | 23                 | 64               | 35                   |
| Разом    | 236     | 47                 | 144              | 45                   |